# Cyprien Tansi
Cyprien Tansi, né Iwene Tansi en 1903 à Aguleri (en) (protectorat du Nigeria du Sud) et mort le 20 janvier 1964 à Leicester (Angleterre), était un moine et prêtre trappiste nigérian. Il est le premier bienheureux du Nigeria et le premier prêtre béatifié d'Afrique (en dehors des saints et martyrs africains des débuts du christianisme).

## Vie
Iwene Tansi est né en 1903 à Aguleri dans le protectorat du Nigeria du Sud dans une famille de religion animiste. Lui-même se convertit au contact des missionnaires, et est baptisé à 9 ans: il reçoit le prénom de 'Michael'. D'emblée, il parle de l'Évangile aux autres enfants, témoignant avec enthousiasme de sa foi.
Il travaille comme professeur et catéchiste avant d'entrer au petit séminaire. Il est ordonné prêtre en 1937.
Nommé curé à Onitsha, il s'occupe tout particulièrement des jeunes, mais aussi de la dignité des femmes et de la préparation au mariage. Assidu à la prière et à l'adoration du Saint Sacrement, prônant sans se lasser la réconciliation et l'amour entre les différentes ethnies, encourageant la lecture de la Parole de Dieu et la pratique de la communion fréquente, son ministère sera très fécond et très apprécié.
Toutefois, il ressent un appel croissant à la vie monastique. Il se porte volontaire, avec les encouragements de son évêque, pour se former afin d'implanter ultérieurement la vie monastique au Nigeria. En 1950, il part en Angleterre au monastère trappiste du Mont Saint Bernard, à Leicester. Là, il reçoit le nom de Cyprien.
En 1953 il prononce ses premiers vœux, mais il ne peut pas retourner dans son pays afin d'y implanter une communauté monastique comme il en a eu l'intention (il en a été nommé maître des novices), sa santé est défaillante.
En effet, en 1962, la communauté de Mount Saint Bernard a décidé de créer une fondation en Afrique, mais, à cause des troubles politiques au Nigeria les moines envoyés ont dû se replier vers le Cameroun dans la ville de Bamenda.
Le Père Tansi meurt peu après, le 20 janvier 1964 d'une rupture d'anévrisme. À ses funérailles qui ont lieu en Angleterre assistent plusieurs prêtres nigérians, dont le futur cardinal Arinze, qui a été baptisé à l'âge de 11 ans par le Bienheureux.
En 1986 la dépouille du Père Tansi est ramenée au Nigeria.

## Béatification
La grande réputation de sainteté du père Tansi grandit au Nigeria même après son départ pour l'Angleterre. Beaucoup de témoignages de grâces reçues par son intercessions ont été relevés. Sa cause en béatification a d'abord été ouverte dans le diocèse de Nottingham avant d'être transférée à l'archidiocèse d'Onitsha, en 1986.
Le père Tansi est béatifié le 22 mars1998 à Onitsha, sa ville natale, par le pape Jean-Paul II devant une foule de plusieurs milliers de personnes.
Le pape y prononce les mots du rituel de béatification :
« Accédant à la requête de nos frères, Albert Obiefuna, archevêque de Onitsha et président de la conférence épiscopale du Nigeria, des nombreux frères de l'évêché, des croyants, et de la famille monastique cistercienne, après consultation pour la Cause des Saints, par mon autorité apostolique, je déclare que le Vénérable serviteur de Dieu, Cyprian Michael Iwene Tansi sera à présent invoqué comme Vénérable, sa fête sera célébrée tous les ans, le 20 janvier, date de son entrée dans la vie éternelle, selon la loi de l'Église. Au nom du Père, du Fils, et du Saint Esprit. »

## Sources
- L'Osservatore Romano : 1998 n. 13 p. 3-4
- La Documentation catholique : 1998 n. 8 p. 364-367